# Diadegma lactibiator
Diadegma lactibiator är en stekelart som beskrevs av Aubert 1964. Diadegma lactibiator ingår i släktet Diadegma och familjen brokparasitsteklar. Inga underarter finns listade i Catalogue of Life.